# 오자와 아리
오자와 아리(小澤 亜李, 1992년 8월 10일)는 일본 도쿄도 출신의 여성 성우이다. 아임 엔터프라이즈 소속이다.
가끔, 이름이 아키(亜季)로 오인되는 경우가 있다.

## 내력・인물
중학교 1학년 때 《마법선생 네기마!》를 보고 성우를 장래희망으로 삼았고, 고교 1학년 때 부모가 보육사로 일하는 보육원에서 1년 간 보육 조교 아르바이트를 하여 자금을 획득해서 고교 2학년에 일본 나레이션 연기 연구소에 입소했다. 2013년 4월, 아임 엔터프라이즈에 소속되었다. 또한 사무소에 소속하기 전에, 정규직의 경험을 쌓으면서 조리사 면허 자격을 취득했다.
2014년에 방영된 《월간순정 노자키 군》의 사쿠라 치요 役으로 첫 주연을 맡았다.
취미는 가지고 있지 않으나, 일러스트가 특기라고 말했다. 소라라는 이름의 개를 키우고 있다.
모토로 하는 것은 "그대로, 항상 똑바로 나 답게"이다.

## 교우
사이가 좋은 성우는 동기인 나가나와 마리아, 타자와 마스미, 《롤링 걸즈》 등에서 같이 연기한 하나모리 유미리가 꼽힌다.
또, 같은 사무소의 아메미야 유카나 오오니시 사오리와도 교우가 있다.
다른 동기에는 우치다 유우마가 있다.

## 출연 작품
※두꺼운 글자는 메인 캐릭터

### TV 애니메이션
- 사무라이 플라멩코 (여성 B)
- 〈이야기〉 시리즈 세컨드 시즌 (웨이트리스)
- 로큐브! SS (키타노 와카나)

- M3 ~그 검은 강철~ (여아 A)
- 걸 프렌드(베타) (신체조부원B)
- 월간순정 노자키 군 (사쿠라 치요)
- 서바게부! (여자, 초등학생, 여대생, 여성)
- 주문은 토끼입니까? (여학생 A)
- 4월은 너의 거짓말 (나시다)
- 남편이 무슨 말을 하는지 모르겠다 (카오루의 후배)
- 흐린 하늘에 웃다 (카미바야시의 자식, 텐카 (소년시절), 시카가미)
- 농림 (아나운서)
- 노라가미 (츠구하)
- 유우키 유우나는 용사다 (클래스메이트)
- 단칸방의 침략자!? (여학생)

2015년
- 아쿠에리온 로고스 (우미나기 카란)
- 에토타마 (우마땅)
- 내 이야기!! (코지마)
- 학전도시 애스터리스크 (토도 기린)
- 학교생활! (에비스자와 쿠루미)
- Classroom☆Crisis (세라 미즈키)
- 순결의 마리아 (레글리스, 네코)
- 4월은 너의 거짓말 (나시다)
- 쥬얼펫 매지컬 체인지 (키라라 아이리)
- 성검사의 금주영창 (어린이)
- 도라에몽 (여자 아이, 여자 B)
- 하이스쿨 D×D BorN (밀리캐스 그레모리)
- 방과후 플레이더스 (린, 미리)
- 미카구라 학원 조곡 (후지시로 오토네)
- 몬스터 아가씨가 있는 일상 (파피)
- Lance N’Masques (기도인 마키오)
- 롤링☆걸즈 (모리토모 노조미)
- 와카바*걸 (코하시 와카바)

2016년
- 액티브레이드 - 기동강습실 제8계- (카자미 아사미, 신메이 아무)
- 학전도시 아스타리스크 2nd SEASON (토도 키린)
- 홍각의 판도라 (메이드복)
- 이 미술부에는 문제가 있다! (우사미 미즈키)
- 최약무패의 바하무트 (아이리 아카디아)
- 사카모토입니다만? (여학생, 살찐 꼬마)
- 스텔라의 마법 (세키 아야메)
- 하이스쿨 플릿 (스루가 루나)
- 부부키 부랑키 (아사부키 코가네)
- 플라잉 위치 (알)

### OVA
2014년
- ZEPHYR (여자 3) ※Rejet Fes.2014 한정 애니메이션
- 만화가랑 어시스턴트랑 미니 OVA (친구)

### 웹 애니메이션
2013년
- 내 여동생이 이렇게 귀여울 리가 없어 (게임의 목소리)

2015년
- 애니로 배우는 심신의학 (여자 B, 네코미미 메이드, 여고생, 심리사 A)
- 로봇 걸즈 Z 플러스 (겟타 카이)

### 드라마 CD
2013년
- 아인자츠 VOL.2 (파카스 여자 B)

2014년
- TV 애니메이션 "월간순정 노자키 군" 드라마 CD 〜가을편〜 (사쿠라 치요)
- 마법소녀 육성계획 in Dreamland (라피스 라즐리느)

2015년
- 시텐카이의 마키 (하세가와 모토코) ※ "챔피언 RED" 6월호 특별 부록
- Z/X -Zillions of enemy X- NC DramaCD ④ "니놈들 나를 방해하지 마!"（수해의 처녀 피유）
- TV애니메이션 "월간순정 노자키 군" 드라마 CD 〜겨울편〜 (사쿠라 치요)